# مورچه‌های قیف‌ساز
مورچه‌های قیف‌ساز (نام علمی: Aphaenogaster) نام یک سرده از زیرخانواده مورچه‌ایان است.